# Джефф Поркаро
Джефф Поркаро (англ. Jeff Porcaro; 1 квітня 1957, Гартфорд — 5 серпня 1992, Лос-Анджелес) — американський музикант, ударник, сесійний-музикант, аранжувальник, один з засновників лос-анджелеського гурту «Toto».